# Blaesoxipha oberrans
Blaesoxipha oberrans är en tvåvingeart som först beskrevs av Wulp 1895.  Blaesoxipha oberrans ingår i släktet Blaesoxipha och familjen köttflugor. Inga underarter finns listade i Catalogue of Life.